# Possession d'état en droit français
Pour un article plus général, voir Possession d'état.
En droit français, la possession d’état est la situation apparente d’une personne, dont le comportement, la réputation et la façon dont elle est nommée attestent de composantes de son état civil, comme d’un lien filial, d’une relation matrimoniale, de sa nationalité ou de son sexe.

## Historique
« Les hommes ne se connaissent entre eux que par la possession d’état. On a connu son père, sa mère, son frère, ses cousins ; on a été de même connu d’eux. Comment, après plusieurs années, changer toutes ces idées et détacher un homme de sa famille ? »

— Honoré-Nicolas-Marie Duveyrier

« La possession d’état est, en matière de filiation, un genre de preuve, sans lequel il n’y a plus rien de certain ni de sacré parmi les hommes »

— Félix Julien Jean Bigot de Préameneu
La possession d’état a occupé dès le XIIIe siècle un rôle central avant l’établissement de registres officiels consignant les liens de famille (ordonnance de Villers-Cotterêts, 1539 ; ordonnance de Blois, 1579 ; ordonnance de Saint-Germain-en-Laye, 1667).
Spécialement, l’Église catholique abolit le mariage clandestin le 11 novembre 1563, lors de la 24e session du concile de Trente, déclarant qu’à l’avenir un mariage ne serait valable que s’il était contracté en présence d’un prêtre catholique, ou, en cas d’impossibilité, en présence d’autres témoins. C’est cette situation qu’évoque l’adage du jurisconsulte Antoine Loysel (première publication en 1607) :

« L’on diſoit jadis : Boire, Manger, Coucher ensemble, eſt Mariage, ce me ſemble : mais il faut que l’Egliſe y paſſe. [L’on disait jadis : Boire, manger, coucher ensemble, c’est mariage, ce me semble ; mais il faut (maintenant) que l’Église y passe.] »

— Antoine Loysel, Institutes coutumières
Face à cette situation, avant l’établissement d’un état civil en France en 1792, la situation des enfants des protestants « mariés au désert » (après la révocation de l’Édit de Nantes) donne une place importante à la possession d’état. Nicole Gallus observe :

« La situation particulière des protestants est certainement à l’origine du rôle que le droit français a toujours reconnu à la possession d’état.
En effet, les réformés étaient, par l’effet de la révocation de l’Édit de Nantes (1685) et de la Déclaration du 13 septembre 1699 leur interdisant de quitter le Royaume de France, contraints de se marier selon les solennités catholiques ou, en cas de refus, de voir leur mariage non reconnu.
Leurs enfants étaient dès lors considérés par le droit civil comme des bâtards, alors cependant qu’ils étaient traités et reconnus comme enfants légitimes par leurs auteurs — dont la volonté de contracter mariage était certaine —, par leur famille et par la communauté.
Cette situation totalement inéquitable amènera les Parlements français à reconnaître la filiation de ces enfants — et donc leurs droits successoraux — sur base d’une double possession d’état : la possession d’état d’enfant légitime et la possession d’état d’époux des parents. »

Durant la période révolutionnaire, des limites sont posées à l’établissement de la filiation naturelle : la recherche de la paternité est interdite et la preuve de la paternité naturelle ne peut plus être faite que par reconnaissance ou par possession d’état résultant de « soins ininterrompus donnés à titre de paternité » (loi du 12 brumaire an II). Pour Nicole Gallus :

« Le rôle que la possession d’état est ainsi appelée à jouer dans la filiation hors mariage correspond à la conception révolutionnaire de la paternité fondée sur l’amour et la volonté plus que sur la biologie et les liens du sang : ce qui importe est le fait que l’enfant, qu’il soit conçu ou non pendant le mariage, soit voulu et accepté par ses parents en manière telle qu’on comprend mieux l’interdiction de la recherche judiciaire de paternité et l’importance de la possession d’état. »

Le Code civil de 1804 limite le champ d’action de la possession d’état à la preuve de la filiation légitime :
« La filiation des enfants légitimes se prouve par les actes de naissance inscrits sur le registre de l’état civil. »
— Article 319 ancien du Code civil
« À défaut de ce titre, la possession constante de l’état d’enfant légitime suffit. »
— Article 320 ancien du Code civil
« La possession d’état s’établit par une réunion suffisante de faits qui indiquent le rapport de filiation et de parenté entre un individu et la famille à laquelle il prétend appartenir.

Les principaux de ces faits sont,
- Que l’individu a toujours porté le nom du père auquel il prétend appartenir ;
- Que le père l’a traité comme son enfant, et a pourvu, en cette qualité, à son éducation, à son entretien et à son établissement ;
- Qu’il a été reconnu constamment pour tel dans la société ;
- Qu’il a été reconnu pour tel par la famille. »

— Article 321 ancien du Code civil
L’article 322 ancien faisait obstacle aux réclamations et contestations d’état :
« Nul ne peut réclamer un état contraire à celui que lui donnent son titre de naissance et la possession conforme à ce titre ;

Et réciproquement, nul ne peut contester l’état de celui qui a une possession conforme à son titre de naissance. »
— Article 322 ancien du Code civil
L’historienne du droit Marcela Iacub retrace l’usage de cet article 322 ancien au XIXe siècle dans le cas de supposition d’enfant, mettant à l’abri des rétractations et des poursuites les parents qui se seraient rendus coupables de ce délit et elle observe :

« Une deuxième affaire est l’histoire d’une famille paternelle qui tenta, en 1869, de contester les liens de filiation de la jeune Aurélie Zoé Motheu, âgée de dix-sept ans, avec ses parents, les époux Motheu, après la mort de la mère, en arguant qu’elle était une fille supposée. Conscients, eux, de la barrière qu’interposait entre eux et l’héritage l’article 322, ils affirmèrent que celui-ci ne s’appliquait pas en l’espèce car la supposition « vicierait » la possession d’état d’enfant légitime. Mais cette habile tentative pour faire entrer la vérité biologique dans la définition de la possession d’état ne semble guère avoir plu aux juges du tribunal de Melle, qui rappelèrent qu’il leur revenait d’apprécier souverainement la possession d’état. Ils ajoutèrent que pour la caractériser il n’avait été dans l’intention du législateur « ni d’exiger le concours de tous les faits qu’il énonce, ce qui quelquefois n’est pas possible, vu le jeune âge de l’enfant, ni d’exclure ceux qu’il n’indique pas, s’ils produisent le même effet ». »

— Iacub 2004, p. 85-86
Durant le régime de Vichy, il fut proposé par plusieurs juristes, comme Joannès Ambre, de recourir à la possession d’état pour asserter de l’appartenance à la « race juive ».
En 1998, lors des débats précédant l’adoption du pacs, autour d’un contrat d’union civile, la sociologue Irène Théry a proposé à la place une possession d’état de couple naturel, pour attester du concubinage.
En Polynésie française, la juriste Marie-Noël Capogna a proposé l’utilisation de la possession d’état pour enregistrer des adoptions faʼaʼamu, comme réponse à des situations de fait, souvent non formalisées juridiquement.
Aujourd’hui en droit français, la possession d’état est utilisée pour établir plusieurs composantes de l’état civil.

## La filiation: possession d’état d’enfant, possession d’état de parent
En droit français, la possession d’état est utilisé à plusieurs fins relatives à la filiation : par son rôle probatoire, comme un mode d’établissement de la filiation, et, en matière de contentieux, comme une exception d’irrecevabilité et un effet suspensif d’un délai de prescription.
« La filiation se prouve par l’acte de naissance de l’enfant, par l’acte de reconnaissance ou par l’acte de notoriété constatant la possession d’état. »
— Article 310-3 du Code civil
« La filiation établie par la possession d’état constatée dans l’acte de notoriété est mentionnée en marge de l’acte de naissance de l’enfant. »
— Article 317 du Code civil
L’acte de notoriété, de par l’article 317 du Code civil modifié par la loi du 23 mars 2019, est délivré par un notaire, à la demande de chacun des parents ou de l’enfant.
La possession d’état peut aussi être constatée, « toute personne qui y a intérêt », par voie judiciaire (article 330 du Code civil).

## Les éléments constitutifs
La trilogie classique, soit le nom (nomen), le traitement (tractatus) et la réputation (fama), a « une valeur énonciative en ce sens que les trois éléments ne doivent pas nécessairement être tous réunis ». 
« La possession d’état s’établit par une réunion suffisante de faits qui révèlent le lien de filiation et de parenté entre une personne et la famille à laquelle elle est dite appartenir.

Les principaux de ces faits sont :
1. Que cette personne a été traitée par celui ou ceux dont on la dit issue comme leur enfant et qu’elle-même les a traités comme son ou ses parents ;
2. Que ceux-ci ont, en cette qualité, pourvu à son éducation, à son entretien ou à son installation ;
3. Que cette personne est reconnue comme leur enfant, dans la société et par la famille ;
4. Qu’elle est considérée comme telle par l’autorité publique ;
5. Qu’elle porte le nom de celui ou ceux dont on la dit issue. »

— Article 311-1 du Code civil

### Nomen
Le nomen, le nom, est le plus souvent compris comme désignant le fait de porter le nom de l’auteur dont on dit être issu, mais Nicole Gallus résume les travaux d’Anne Lefebvre-Teillard ainsi : 

« Il revient à Anne Lefebvre-Teillard d’avoir démontré que le « nomen » de la trilogie classique n’a pas, historiquement, le sens que lui donnent les rédacteurs du Code civil et que les auteurs actuels continuent à retenir.
Au Moyen Âge, lorsque se constitue la théorie canonique de la possession d’état, le surnom — qui est à l’origine du nom de famille — n’est pas d’usage généralisé en Europe et sa transmission héréditaire n’est pas fixée.
Le nomen ne peut donc certainement pas avoir le sens de l’actuel nom patronymique — signe d’appartenance à une famille —, mais constitue en réalité une nominatio, soit le fait de désigner l’enfant comme « fils » ou « fille », de lui donner le « nom » — c’est-à-dire le qualificatif — de « fils » ou de « fille ». »

Elle ajoute : « nom et possession d’état sont des concepts souvent étrangers l’un à l’autre, puisque le premier obéit à des règles juridiques de transmission dépendant d’une filiation légalement établie, alors que le second correspond à une situation de fait, à la réalité quotidienne des rapports de famille ».
Quoique traditionnellement placé en premier, le droit français a reconnu le caractère subsidiaire du nomen en le plaçant, par la réforme opérée par l’ordonnance du 4 juillet 2005, comme le dernier élément de l’énoncé dans l’article 311-1 du Code civil.

### Tractatus
Le tractatus, le traitement, est le fait « pour une personne d’être traitée par celui ou ceux dont on la dit issue comme leur enfant et le fait pour elle-même de les traiter comme son père et mère ». Il est l’élément central de la possession d’état et il va conduire à l’établissement de la troisième composante, la fama.
Il suppose la réciprocité entre parent et enfant, mais « dans les hypothèses de possession d’état prénatale — fondée sur les comportements des parents pendant la grossesse et leur volonté d’accueillir l’enfant à naître comme le leur — ou de possession d’état concernant un enfant très jeune — et donc incapable de traiter consciemment ses père et mère comme tels —, la réciprocité fera bien évidemment défaut : la situation de fait, la nature des choses impliquent alors nécessairement un tractatus unilatéral, à sens unique ».

### Fama
La fama, la réputation, est le fait pour une personne d’être considérée comme l’enfant d’une autre par la société, par la famille ou par l’autorité publique. La fama « suppose le témoignage de personnes qui ont personnellement constaté que l’auteur prétendu s’occupait de l’enfant et le considérait comme le sien, en manière telle que ce constat a été partagé par les tiers ».

## Les qualités requises
Le défaut des qualités requises à la possession d’état entraine son vice :
« La possession d’état doit être continue, paisible, publique et non équivoque. »
— Article 311-2 du Code civil
Par exemple, la fraude, même portant sur des faits survenus avant la naissance (comme dans le cas de la gestation pour autrui), est considérée comme empêchant la possession d’état d’être paisible et entraine son caractère vicié.

### La convergence
« La possession d’état s’établit par une réunion suffisante de faits » : il s’impose de retenir une pluralité et une coïncidence d’indices en faveur du lien de parenté. Toutefois, « les composantes classiques de la possession d’état — nomen, fama, tractatus —, ont un caractère énumératif et non pas limitatif : ils représentent les éléments courants et non pas les éléments nécessaires de la possession d’état ».

### La continuité
Le texte original du Code civil se référait à la « constance », l’ordonnance du 4 juillet 2005 l’a remplacé par la continuité, une exigence plus souple : les faits retenus ne doivent pas être constants, mais habituels, sans être isolés, épisodiques, précaires, passagers ou trop intermittents.
Les textes légaux ne donnant aucune durée de référence, celle-ci est appréciée au cas par cas. 
La possession ne nécessite pas d’être originaire ou actuelle. En effet, « la jurisprudence, bien que les règles soient loin d’être uniformes, ne rejette pas nécessairement des possessions d’état qui ne remontent pas à la conception ou à la naissance ou qui ont cessé avant l’introduction de la procédure dans laquelle ladite possession est invoquée ». Nicole Gallus donne comme exemple :

« L’exemple type cité est celui de l’enfant né hors mariage qui jouit d’une possession d’état d’enfant à l’égard de son père prétendu pendant quelques mois ou quelques années après sa naissance, le père se désintéressant ensuite de lui lors de la rupture des relations avec la mère de l’enfant ; rien ne devrait interdire à cet enfant d’établir la possession d’état initiale mais temporaire dont il a bénéficié — à condition qu’elle soit suffisamment caractérisée et non équivoque — pour réclamer des aliments ou venir à la succession du père prétendu. »

En cas de conflit (plusieurs éléments de possession d’état concurrentes, contraires ou successives), Nicole Gallus indique :

« Dans le droit de la filiation issu de la réforme par la loi française du 3 janvier 1972, un conflit de filiation peut exister entre une possession d’état d’enfant naturel et un titre d’enfant légitime : l’interprétation a contrario de l’art. 334-9 autorise la reconnaissance de paternité naturelle lorsque la légitimité de l’enfant résulte des seules énonciations de son acte de naissance, en l’absence de toute possession d’état d’enfant légitime. Par ailleurs, en droit français, avant la réforme de 2005, la possession d’état était un mode de preuve extrajudiciaire subsidiaire de la filiation. Depuis l’entrée en vigueur de la réforme opérée par l’ordonnance du 4 juillet 2005, la possession d’état reste un mode de preuve extrajudiciaire mais qui ne suffit plus, par sa seule existence, à constituer une présomption de filiation : pour être prise en compte, la possession d’état doit être constatée dans un acte de notoriété ou par un jugement conformément aux art. 310-1 et 330 du Code civil. »

Au regard de la règle Infans conceptus pro nato habetur quoties de commodis ejus agitur (faisant rétroagir, dans l’intérêt de l’enfant, le bénéfice de la personnalité juridique au jour de la conception), une possession prénatale est possible.

### La paisibilité
Les faits de violence exercés par le possesseur prétendu empêchent la constitution d’une possession d’état, mais non ceux exercés par des tiers.

### La publicité
La possession d’état ne doit pas être clandestine, toutefois certaines situations — opprobre attaché jadis à la filiation adultère, paternité d’un religieux ayant fait vœu de chasteté ou promesse de célibat — peuvent justifier un certain secret.

### La non-équivocité
L’absence d’équivoque signifie « que « ceux qui traitent l’enfant comme le leur » doivent le faire en tant que parents — et pas pour d’autres motifs tels que
l’affection, le sens du devoir ou la dette morale envers les père et mère —, c’est-à-dire sans que l’apparence créée ne puisse recevoir des interprétations différentes ».

## Les fonctions
La force probatoire de la possession d’état était restreinte à la filiation légitime avant la loi du 3 janvier 1972 sur la filiation : la filiation légitime était une filiation indivisible (l’établissement de la filiation pour l’un des parents entraîne obligatoirement la filiation de l’autre), la fin de cette restriction entraine que la possession d’état devient elle-même divisible et peut donc être établie indépendamment pour un seul parent.
La possession d’état voit son rôle probatoire originaire élargi par la loi du 25 juin 1982, qui la reconnait comme un mode d’établissement autonome de la filiation naturelle.
La possession d’état constitue aussi une fin de non-recevoir à la contestation d’état. Avant la réforme opérée par l’ordonnance du 4 juillet 2005, en vigueur à partir du 1er juillet 2006, la fin de non-recevoir n’était pas enfermée dans des délais :
« Nul ne peut réclamer un état contraire à celui que lui donnent son titre de naissance et la possession conforme à ce titre.

Et réciproquement, nul ne peut contester l’état de celui qui a une possession conforme à son titre de naissance. »
— Article 322 ancien du Code civil
Un délai de prescription de cinq ans a été disposé par la nouvelle rédaction de l’article 333, disposée par l’ordonnance du 4 juillet 2005, modifiée par la loi du 16 janvier 2009 :
« Lorsque la possession d’état est conforme au titre, seuls peuvent agir l’enfant, l’un de ses père et mère ou celui qui se prétend le parent véritable. L’action se prescrit par cinq ans à compter du jour où la possession d’état a cessé ou du décès du parent dont le lien de filiation est contesté.

Nul, à l’exception du ministère public, ne peut contester la filiation lorsque la possession d’état conforme au titre a duré au moins cinq ans depuis la naissance ou la reconnaissance, si elle a été faite ultérieurement. »
— Article 333 du Code civil

## Filiation sociale ou biologique?
Selon la circulaire du 30 juin 2006 : « pour apprécier l’existence et les qualités de la possession d’état, il n’y a pas lieu de… relever des indices tirés de la vraisemblance biologique ». Toutefois, la filiation ne doit pas être « invraisemblable », et elle reste contestable, comme dans le cas d’une reconnaissance de complaisance, par l’expertise biologique (hormis dans le cas d’une procréation médicalement assistée avec tiers donneur) dans les 5 ou 10 ans, selon les cas. Elle est ensuite inattaquable : l’action elle-même est interdite si la possession d’état a duré assez de temps. La possession d’état fait même obstacle à l’action en contestation de paternité de l’auteur d’une reconnaissance de l’enfant antérieure à la naissance :
« qu’à la supposer établie, la possession d’état ne fait présumer la filiation que jusqu’à preuve du contraire ; qu’une telle preuve peut résulter d’un examen biologique ; que dans la mesure où un tel examen est de droit, les juges du fond ne pouvaient refuser de l’ordonner, sauf à violer derechef les textes susvisés ;

(…)
Mais attendu que l’arrêt relève qu’avant la reconnaissance de l’enfant par M. Y…, M. X… avait parfaitement connaissance de la grossesse de sa femme et avait manifesté par tout son comportement qu’il considérait l’enfant à naître comme le sien, celui-ci étant présenté tant à la famille qu’aux tiers comme étant celui du couple X…, et qu’une possession d’état d’enfant légitime paisible et sans ambiguïté s’était ainsi constituée avant la reconnaissance, puis s’était poursuivie de façon continue pendant plusieurs années après la naissance de l’enfant ;

que la cour d’appel, qui n’avait pas à suivre les parties dans le détail de leur argumentation, a pu en déduire que la reconnaissance effectuée par M. Y…, le 27 mars 2000, même si elle était antérieure à la naissance, ne rendait pas recevable son action en contestation de paternité légitime et sa demande d’expertise biologique dès lors qu’il était justifié que cet enfant avait une possession d’état d’enfant légitime conforme à son titre de naissance »
— Cass. 1re civ., 14 février 2006, pourvoi no 03-19.533, Bull. civ. 2006, I, no 78
Le 7 mars 2018, la Cour de cassation a rejeté la possibilité de délivrance d’un acte de notoriété faisant foi de la possession d’état au bénéfice du concubin de même sexe que le parent envers lequel la filiation est déjà établie,,.

## La nationalité: possession d’état de Française ou de Français
Les dispositions de la possession d’état en matière de nationalité française sont inclus dans le Code civil aux articles 32-2 et suivants :
« La nationalité française des personnes de statut civil de droit commun, nées en Algérie avant le 22 juillet 1962, sera tenue pour établie, dans les conditions de l’article 30-2, si ces personnes ont joui de façon constante de la possession d’état de Français. »
— Article 32-2 du Code civil

## Le sexe: possession d’état de femme ou d’homme
La loi du 18 novembre 2016 de modernisation de la justice du XXIe siècle,,, par son article 56.II, a ajouté au Code civil les articles 61-5 à 61-8, créant une nouvelle section « De la modification de la mention du sexe à l’état civil » :
« Toute personne majeure ou mineure émancipée qui démontre par une réunion suffisante de faits que la mention relative à son sexe dans les actes de l'état civil ne correspond pas à celui dans lequel elle se présente et dans lequel elle est connue peut en obtenir la modification.

Les principaux de ces faits, dont la preuve peut être rapportée par tous moyens, peuvent être :
1. Qu'elle se présente publiquement comme appartenant au sexe revendiqué ;
2. Qu'elle est connue sous le sexe revendiqué de son entourage familial, amical ou professionnel ;
3. Qu'elle a obtenu le changement de son prénom afin qu'il corresponde au sexe revendiqué. »

— Article 61-5 du Code civil
Quoique le terme de possession d’état ne soit pas mentionné, il a été explicitement revendiqué lors des débats comme constituant le mécanisme juridique utilisé pour la nouvelle procédure— Jean-Jacques Urvoas, garde des sceaux, ministre de la Justice, expliquant que « La preuve de ces faits, dont la réunion de plusieurs d’entre eux permettra d’établir la possession d’état de l’autre sexe » — et forme ainsi l’intention du législateur.

## Le nom: possession d’un nom
Dans de rares cas, la jurisprudence a utilisé la possession d’état pour établir le nom : « lorsqu’un nom a été porté pendant une très longue période de façon notoire et incontestée, la personne qui le porte acquiert définitivement le droit à ce nom. Il est indispensable toutefois, qu’il y ait pas eu de fraude à l’origine de la modification et que l’intéressé puisse prouver une possession de ce nom prolongée, généralement au moins centenaire », ce qui est conforme à l’adage du jurisconsulte Antoine Loysel :

« Poſſeſſion centenaire & immemoriale vaut tiltre. »

— Antoine Loysel, Institutes coustumières

## En Nouvelle-Calédonie
En Nouvelle-Calédonie, de par l’article 12 de la loi organique relative à la Nouvelle-Calédonie, la possession d’état peut établir l’appartenance au statut civil coutumier de Nouvelle-Calédonie (possession d’état de personne de statut civil coutumier).